# 近藤豊吉
近藤 豊吉（こんどう とよきち、1877年（明治10年）9月1日 - 1930年（昭和5年）4月15日）は、日本の実業家、政治家。衆議院議員。

## 経歴
愛媛県桑村郡、後の周桑郡吉岡村（現西条市）で農家・近藤保太郎、フサ夫妻の三男として生まれる。父の事業の失敗で家産が傾き、家族総出で行商などを営む。1897年11月、歩兵第22連隊に入隊し、1898年10月、台湾守備隊に編入され渡台。1900年に除隊となるが、内野辰次郎中隊長の勧めで憲兵隊に志願するも馬術訓練中の事故で骨折し、その後の経過が思わしくないため、同年11月に後備役免除となった。
その後、北海道空知郡滝川村江部乙に移住していた兄・桝太郎の勧めで、1901年、母、妹と共に江部乙に移転。1903年春、上川郡多寄村風連に移り、同年9月、北海道官設鉄道の風連駅が設置されたことから、将来の発展を見越して同志との共同経営で丸福運送店を開業し、造材、土木請負業も手掛けた。
多寄村組長を務め、1909年、多寄村に二級町村制が施行され、近藤は役場所在地を風連にするよう尽力した。同年6月、多寄村会議員に就任し、以後、学務委員、未開地売払出願調査委員、北海道会議員などを務めた。
1913年、多寄土功組合の設立に尽力し、その後、同理事を務め、さらに、家畜市場組合長、天塩水電取締役社長、風連物産信託取締役社長などを歴任。
1930年2月、第17回衆議院議員総選挙において立憲政友会所属で北海道第二区から出馬して当選。しかし、投票日前日の2月19日に演説会で倒れ、その後、腹膜炎を発症し在任中に死去した。